# 卡罗琳·乔丹
卡罗琳·乔丹（英語：Caroline Jordan，1964年8月2日—），英国前女子曲棍球运动员。她曾代表英国国家队参加1988年夏季奥林匹克运动会曲棍球比赛，结果队伍获得第四名。